# 中島フミアキ
中島フミアキ（なかじま フミアキ、1957年11月3日 - ）は、日本の歌手、ギタリスト、ソングライター、ナレーション。
旧芸名は中島 文明（なかじま ふみあき）。東京都大田区出身。
所属事務所　S-Cool

## 来歴
初めて買ったレコードは小学５年生の時、島倉千代子「愛のさざなみ」の歌い心地が気持ち良くて。
初めて買ったギターは商店街のディスカウントショップの白いガットギター、なぜ白を選んだかと言うと「時間ですよ」に出ていた天地真理のファンで彼女が白いギターを弾いていたから。
折しもその頃日本のフォークソングのブームで、高田渡、泉谷しげる、吉田拓郎などの譜面が雑誌の付録などに付いており、それでギターのコードを覚える。姉貴世代が夢中になっていたビートルズを認知したのは床屋のラジオから流れてくる「ヘイジュード」からだったと思う。その頃柔道を習っていたため、「ヘイ、柔道」に聞こえたからだ。
高校に入ると「フォーク村」と言うサークルを作りオリジナルのフォークソングを作り始める。友達の高木君と「冬風鈴」と言うグループを作り、TV神奈川のオーディション番組で３位入賞を果たす。その時初めて「BELL WOOD RECORDS」の方から名刺をもらうも連絡せず。
矢沢永吉のキャロルが巷を席巻としていた頃、渋谷のライブハウス「屋根裏」で桑名正博の「ファニーカンパニー」を見て衝撃を受ける。それから関西ブルースに興味を持ち憂歌団や上田正樹に惹かれT-ボーン・ウォーカー、BBキング、オーティスレディングを知るに至る。
高校を卒業すると一級下の中村信吾と関東のブルースをやろうと「リバーサイドボーイズ」を結成する。そして彼の卒業を待つ間蒲田西口のジャズ喫茶「直立猿人」でアルバイトをした。そこでルイアームストロングの「What a wonderful　world」に出会い、歳を取ったらこんなボーカリストになりたいと思った。ちなみにその店の常連に、のちにダンガンブラザースのベーシストになる美久月千晴がいてBANDに誘った。
音楽業界に何のつてもないリバーサイドボーイズは出演者を募集していた渋谷の「ヘッドパワー」と言うライブスナックで、１日３スデージのライブをこなしていた。まずは渋谷「屋根裏」や「新宿ロフト」出演を目標とした。
ある日同級生の平君が主催した野音でのコンサートを見ていた、当時ベーシスト湯川トーベンのマネージャーをしていた藤井さんに声をかけられ、念願の「屋根裏」に出演できることになった。
「屋根裏」が満席続きになった頃、作曲家の穂口雄佑(春一番、林檎殺人事件の作者)に声をかけられる。氏は当時できたばかりのアミューズにいた。
そしてプロデュースしたいと言われた。
その頃リバーサイドボーイズはRCサクセション、古井戸と一緒にイベントに出演した。そしてチャボの家でローリングストーンズやキンクスなど、たくさんのロックアーティストを聞かせてもらった。
穂口氏に中島君の好きなレコード会社、事務所を選びなさいと言われ、レコード会社は「エピックソニー」、事務所は「ザ・バードコーポレーション」に決めた。デビューするに当たってバンド形態にするためバンド名を「ダンガンブラザース」に改名した。バンド名の由来は母に「文明は家を出たら鉄砲玉のように帰ってこない」と言われていたのでそこから付いた。
デビューと同時にTV神奈川「ファイティング80’」レギュラーが決まった。
デビューアルバム「Hungry Angry」　シングル「Early　Morning　Rain」を
発売。
「ファイティング80’」では自分はバラエティーコーナー担当で、宇崎竜童と左官やヨガなどを一緒にトライした。同期のモッズは演奏主体の出演だったのでちょっとうらやましかった。
エピックソニーで２枚のアルバムをディレクターの前田仁(吉田拓郎、ばんばひろふみ等)と制作したが、氏が社内異動のため、ビクターインビテーションの高垣健(サザンオールスターズ、シーナ&ロケッツ等)を紹介される。
初対面の時バイクに乗って現れた氏に請われてビクターインビテーションに移籍、同時にバンド名を「ダンガンブラザースバンド」と改名、大谷幸がピアノとして参加する。そしてマネージャー高野欣哉が購入した銀行の現金輸送車をツアー用に改良した移動車で全国ライブをして周った。その時のアシスタントの中道秀夫は現在㈱ミラクルバスの社長として、川口恭吾らを育てている。
しかしヒット曲のないバンドはキース・リチャーズの言うとおり「解散」、それぞれの家庭の事情もあって。バンドは時任三郎、真田広之、松田聖子らのバックバンドをしていたが、中島は曲を提供したものの建設現場でのバイトをしていた。ソロでと言う話も出ていたが心の整理のため断る。
1年ほどのバイト生活の後CM音楽制作会社「ＨＥＬＬＯ　GOODBY」会長の秋田新一郎氏からビールのCMで葛城ユキとデュエットの仕事が入り、そしてソロアルバムの制作へと進んでいった。
初のソロアルバムはL.Aレコーディングとなり、Earth Wind＆FireやTOTOその他のメンバーと録音された。
そうした活動の中、自分の歌だけで勝負するとアコースティックギター一本で全国を回り始めた。年間１００本のライブ、山手線全駅前路上ライブ、ギターを持って富士山頂で東北へのメッセージソングを歌う動画撮影などをした。他にも杉山清貴、鶴見辰吾と３人で「京浜ボーイズ」を年一回１０年以上続け、鶴見辰吾とは別ユニット「ためご」の活動もした。
２０２４年デビュー４３周年「RESPECT　LIVE」を１１月３日誕生日に開催する。それには中島が影響を受けお世話になったスペシャルゲスト仲井戸麗市、小室等、白鳥英美子、湯川トーベン、ドラム丹菊正和、ベース山内薫、ギター柳沢二三男に参加していただいた。ちなみにこの年は、ライブでお世話になっている福島県会津美里町の観光大使に選任された。
振り返ると本当に多くの人たちに支えられてきたと思う。感謝せずにはいられない。２０２５年事務所「S-Cooｌ」とマネージャー菅野佐絵子と最高なファンたちとミュージシャンたちと一緒に世界を変えることはできないかもしれないが、世界を楽しませるライブステージを旅していこうと心新たにしている。

## ディスコグラフィー
DANG GANG BROS
- 1981年 EPICソニー

　・アルバム「HUNGRY ANGRY」
　・シングル「EARLY MORNING RAIN」
・アルバム「３３℃」
・シングル「口づけは山手線のガード下」
DANG GANG BROTHERS BAND
- 1983年 ビクターインビテーション

アルバム「DANG GANG BROTHERS BAND」(ゲスト仲井戸麗市)
- 1984年

・アルバム「火器厳禁」
・シングル「お前にさわってたい」
- 1986年

・アルバム「大吉」
・シングル「Go Go Down Town」
- 1987年

・アルバム「商売繁盛」
・シングル「背徳のスイング」
- 1988年

・ベストアルバム「PRESENTS」

中島文明
- 1992年　シックスティミュージックネットワーク

・アルバム「Girl　Like　You」 L.A録音
(Earth Wind & Fire Lary Dunn・TOTO Steve Lukather他)
・シングル
「Girl’s Song」中京テレビ「ヴィヴィアンエンディングテーマ」
「NA NA NA」　
「ルシェリ」(コーセー化粧品CM)デュエット白鳥英美子
- 1994年 日本コロムビア

・アルバム「Color Files」(片山敦夫、小倉博和、小田原豊他)
- 1995年

・アルバム「BODY URGENT肉体的衝動」　L.A録音
(David Lindley 他)
・シングル「ア・レ・ス・ル」(BVD CMソング)
- 1997年 バンダイミュージックエンターティメント

・シングル「ウルトラマンダイナ・君だけを守りたい」
- 2001年　S-Cool　RECORDS

・ミニアルバム「東口ゴスペル」
(湯川トーベン、向上テツ、柳沢二三男他)
- 2002年　BRAVE WORKS

・アルバム「Love 44」

中島フミアキ
- 2010年　STATELESS RECORDS

・ミニアルバム「ミュージック・レター」　プロデュース吉俣良
- 2015年　S-Cool　RECORDS

・アルバム「タメさん。」
・シングル「もっと、、、」

## 楽曲提供
・中村雅俊・吉川晃司・時任三郎・鈴木雅之・真田広之・バブルガムブラザーズ・森口博子・大西結花　他

## ミュージカル出演
・カサノバ’85　(共演　北原遥子　石立鉄男　川崎麻世　他)
・ブレイバックpart2　～屋上の天使
(共演　高畑充希　榊原郁恵　鶴見辰吾 他)

### CMナレーション
・トヨタ・日産・BMW・日本航空・三菱電機・サッポロビール・カルピス・ネスカフェ・サンスター・マクドナルド　他多数

### 影響を受けたミュージシャン
・クレイジーキャッツ・RCサクセション
・高田渡・憂歌団・レイチャールズ・オーティスレディング・ルイ・アームストロング・ローリングストーンズ・フランクシナトラ・ボブマーリー・BBキング・ボニーレイット・ジョンレノン・プリンス・吉幾三・石川さゆり・ちあきなおみ

### 好きな映画
・ブルースブラザーズ

### 好きな作家
・開口健

### 好きな画家
・ゴッホ